# 543
543 (DXLIII) je bilo navadno leto, ki se je po julijanskem koledarju začelo na četrtek.

## Dogodki
- 1. januar

## Rojstva
- Brunhilda Avstrazijska, frankovska kraljica († 613)